# Thomas Murray MacRobert
Thomas Murray MacRobert (4 avril 1884, à Dreghorn, Ayrshire - 1er novembre 1962, à Glasgow) est un mathématicien écossais. Il devient professeur de mathématiques à l'Université de Glasgow et introduit la fonction MacRobert E, une généralisation de la série hypergéométrique généralisée.

## Biographie
Il est né le 4 avril 1884 dans le presbytère de Dreghorn, Ayrshire, dans le sud-ouest de l'Écosse, fils du révérend Thomas MacRobert et de sa femme, Isabella Edgely Fisher. Il fait ses études à l'Irvine Royal Academy avec son frère jumeau, Alexander, puis étudie la théologie à l'Université de Glasgow mais passe aux mathématiques et à la philosophie naturelle (physique), obtenant son diplôme en 1905. Il obtient ensuite un deuxième diplôme au Trinity College de Cambridge.
En 1910, il rejoint le personnel de l'Université de Glasgow en tant qu'assistant du professeur Gibson, chargé de cours de mathématiques.
Pendant la Première Guerre mondiale, il sert dans la Royal Garrison Artillery et sert activement en France.
En 1921, il est élu membre de la Royal Society of Edinburgh avec comme proposants Andrew Gray, George Alexander Gibson (en), James Gordon Gray et Robert Alexander Houston. Il est président de l'Edinburgh Mathematical Society en 1921-22. Il démissionne de la RSE en 1940.
L'Université de Glasgow lui décerne un doctorat honorifique (LLD) en 1955. Il prend sa retraite en 1954 et meurt à Glasgow le 1er novembre 1962.

## Famille
En 1914, avant d'aller à la guerre, il épouse Violet McIlwraith ; ils vivaient initialement dans un appartement à North Kelvinside à Glasgow. Ils ont trois enfants : Violet, Tom et Alexander. Il est membre du Mouvement de la tempérance de Glasgow.
Son portrait de Norman Hepple est conservé à la Hunterian Art Gallery de Glasgow.